# Perfecto (álbum)

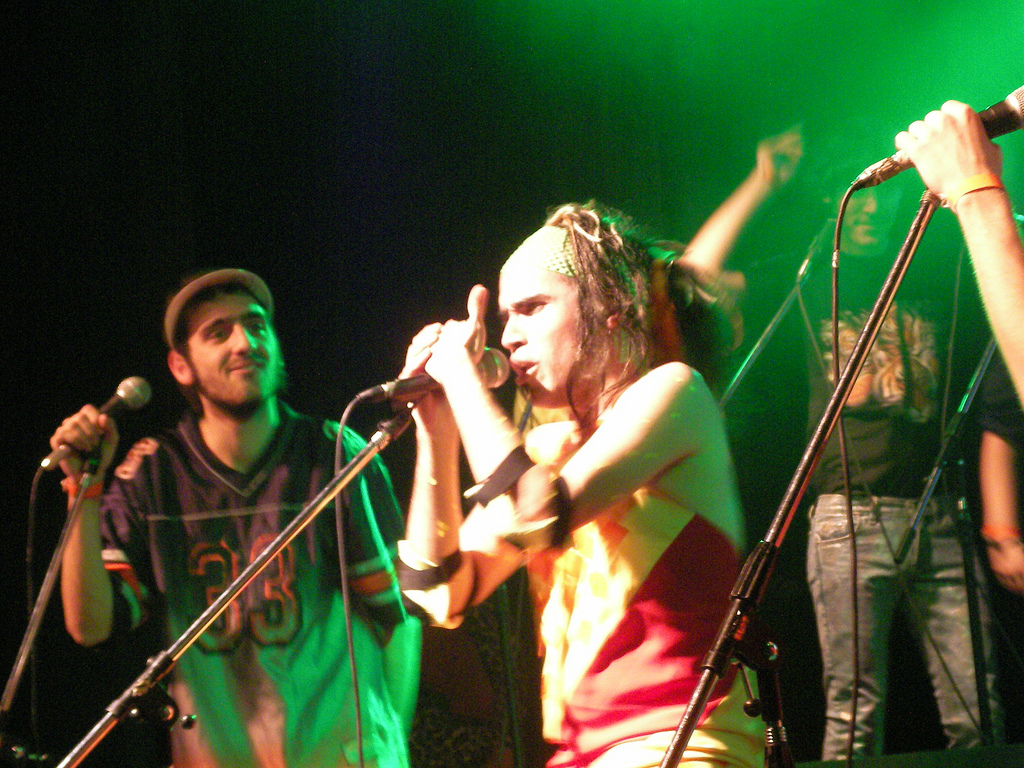
Dani Umpi en un concierto en La Trastienda de Buenos Aires en julio de 2007.

Perfecto es el título del primer disco de estudio de Dani Umpi, el cual fue editado en el año 2005. Contó con la participación de Patricia Curzio, Ale Sergi, Sergio Pángaro, Luciano Supervielle, Max Capote, Paola Bianco, Noelia Campo y Carlos Perciavalle, entre otros.  
Por este trabajo obtuvo una nominación a los premios MTV Latinoamérica 2006 en la categoría Mejor Artista Independiente. El disco cuenta con la producción artística de Daniel Anselmi y ejecutiva de Gabriel Turielle. Cuenta con fotografías realizadas por Rafael Lejtreger. 
Uno de los destaques del disco es la versión de la popular canción de Jaime Roos, Amándote ("Loving you"). Este tema llegó a las radios montevideanas e ingresó en la lista de más pedidos de Urbana FM. También ha traducido otros grandes éxitos como el de José Luis Perales, "¿Y cómo es él?".
Su primer disco oficial llamado Perfecto, ganó en los Premios Grafiti de Uruguay, el premio al Mejor Diseño de Portada. En Argentina el disco fue editado por el sello Secsy Music, y en México por EMI Music/Labels.

## Listado de temas
1. - Yo me haré a un lado
2. - Atracción
3. - "Dark Room"
4. - Mucho para dar
5. - "Vira elke maravilha"
6. - Hoy no voy a salir
7. - Nueva generación
8. - No me vas a sacar a bailar
9. - Manejate, valor
10. - Negá todo
11. - Creí que perdí
12. - ¿Quién extenderá tu cama?
13. - No hay cómplices
14. - "Loving you"